# Яакко Илкка (опера)
«Яакко Илкка» (фин. Jaakko Ilkka) — опера финского композитора Йормы Панулы (род. 1930).

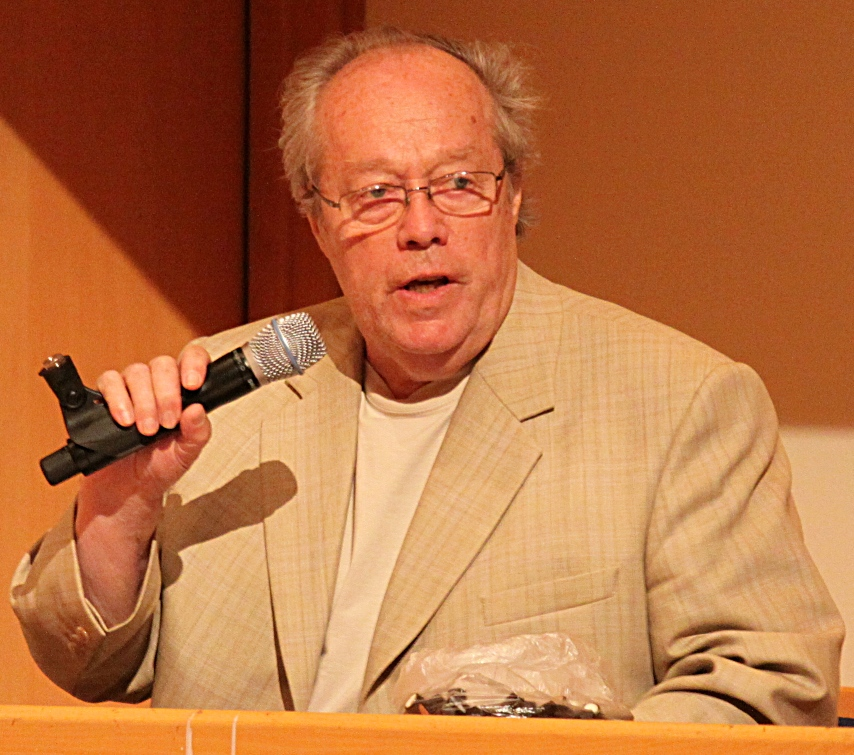
Финский композитор Йорма Панула. Фотография 2009 года

Была сочинена в 1977—1978 году, премьера состоялась на Музыкальном фестивале в Ильмайоки в 1978 году; в постановке было задействовано 400 участников, а также 36 лошадей.
По жанру может быть отнесена к так называемым народным операм — эпическим музыкальным произведениям об исторических событиях, затрагивавших большое число людей из разных социальных слоёв.
Опера «Яакко Илкка» посвящена событиям Дубинной войны — антифеодального крестьянского восстания 1596—1597 годах в провинции Эстерботния (Похьянмаа) Финляндии (в то время — Финляндского Великого Княжества в составе Швеции). Крестьянское войско, возглавляемое Яакко Илккой (ок. 1550—1597), вначале действовало достаточно успешно, но затем было разбито; руководители восстания были пойманы и четвертованы.
Музыка оперы содержит элементы финской народной музыки, в ней используются традиционные для финской народной музыки тональности.